# جائزة لوتس للأدب
جائزة لوتس الدولية للأدب هي جائزة أدبية دولية كان يمنحها اتحاد كتاب آسيا وأفريقيا سنويًا للأدباء الأفارقة والآسيويين البارزين.

## تاريخ الجائزة
أُسس اتحاد كُتّاب آسيا وأفريقيا سنة 1958، وكان مقره في بادئ الأمر في سريلانكا، إلا أن المقر انتقل إلى القاهرة مع انتخاب يوسف السباعي أمينًا عامًا للاتحاد سنة 1962، وبدأ إصدار مجلة لوتس، التي كانت تُنشر فيها القصص القصيرة والشعر ومراجعات الكتب والمقالات الأدبية.
مُنحت جائزة لوتس في دورتها الأولى سنة 1969، وكانت من نصيب الروائي الجنوب أفريقي ألكس لا غوما، الذي كان آنذاك يعيش في المنفى بلندن.
انتقل مقر اتحاد كُتاب آسيا وأفريقيا عقب اغتيال أمينه يوسف السباعي إلى بيروت، ثم إلى تونس، ثم عاد ثانية إلى القاهرة، وصار لطفي الخولي أمينًا عامًا للاتحاد حتى وفاته، التي أعقبها تفكك الاتحاد.

## بعض الفائزين بالجائزة
- 1969: ألكس لا غوما (جنوب أفريقيا)[3]
- 1970: وليد سيف[4]
- 1971: سونومين أودفال (منغوليا)[4]
- 1972: هيروشي نوما (اليابان)[5]
- 1973: نغوغي وا ثيونغو (كينيا)[6]
- 1974: يوسف السباعي (مصر)[7]
- 1975: كيم تشي-ها (كوريا)[1]  ·  غسان كنفاني (فلسطين)[8]  ·  تشينوا أتشيبي (نيجيريا)
- 1976: فيض أحمد فيض (باكستان)[9]
- 1977: سوباس موخوبادياي (الهند)[10]
- 1978: ميجا موانغي (كينيا)[11]  ·
- 1978: عبد الكريم الكرمي (أبو سلمى) (فلسطين)[12]
- 1979: أنطونيو جاسينتو (أنغولا)[13][14]
- 1980: حسين مروة (لبنان)[15]
- 1980: معين بسيسو (فلسطين)[16]
- 1981: بيشام ساني (الهند)[17]  ·  ماكوتو أودا (اليابان)[18]
- 1982: أتاول بهرام أوغلو (تركيا)[19]
- 1983: خوسية كرافيرينيا (موزمبيق)[20]
- 1986: عبد العزيز المقالح[21]